# Slet Herred

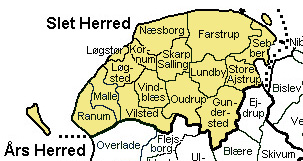
Slet Herred

Slet Herred was een herred in het voormalige Aalborg Amt in Denemarken. In Kong Valdemars Jordbok wordt de herred vermeld als Slætæhæreth. In 1970 werd het gebied deel van de nieuwe provincie Noord-Jutland.
Naast de stad Løgstør omvatte Slet 14 parochies.
- Farstrup
- Gundersted
- Kornum
- Lundby
- Løgsted
- Løgstør
- Malle
- Næsborg
- Oudrup
- Ranum
- Sebber
- Skarp Salling
- Store Ajstrup
- Vilsted
- Vindblæs